# Blakea bracteata
Blakea bracteata är en tvåhjärtbladig växtart som beskrevs av Henry Allan Gleason. Blakea bracteata ingår i släktet Blakea och familjen Melastomataceae. Inga underarter finns listade i Catalogue of Life.